# Blepephaeus borneensis
Blepephaeus borneensis är en skalbaggsart som beskrevs av Stefan von Breuning 1942. Blepephaeus borneensis ingår i släktet Blepephaeus och familjen långhorningar. Inga underarter finns listade.